# Диас Бранко, Роберто
Роберто Диас Бранко (порт.-браз. Roberto Dias Branco; 1 июня 1943, Сан-Паулу — 26 сентября 2007, Сан-Паулу) — бразильский футболист, защитник и полузащитник.

## Карьера
Роберто Диас родился в городе Сан-Паулу в районе Канинде в семье бывшего игрока клубов «Жувентус» и «Комершиал» Освалдиньо и матери Лени. Помимо Роберто, в семье были сын Клаудио и дочери Мария Элена и Олга. Он ходил в школу в школу Санту-Антониу в барро Пари. С ранних лет Диас начал работать, чтобы помогать семье: первой его работой стала доставка вина с местного винного завода, а затем Роберто устроился на офисную работу в Ассосиасан Комершиал в центре города. Он начал играть в любительских командах «Эстрела-ду-Пари» и «Серра Морена». Затем по приглашению друзей Диас стал играть в месте «Форса Публика», где привлёк внимание бывшего игрока любительского состава клуба «Сан-Паулу», Вадико. Тот представил его бывшим игрокам профессиональной команды, Ремо Жануцци и Элио Кашамбу, а ныне ставших членами Технической комиссии, которые и пригласили молодого человека в клуб. 10 марта 1959 года Роберто стал членом «Триколор». Первоначально он не получил заработную плату в команде, но ему там давали молоко, мясо и яйца, которые он отдавал матери.
5 мая 1960 года Диас дебютировал в основе «Сан-Паулу» в матче с «Португезой Деспортос», в котором его команда проиграла 0:2. Первоначально футболист играл в полузащите, а затем перешёл в оборону. Там он играл много лет. Клубы «Сантос» и «Палмейрас» хотели выкупить игрока, но тот всегда отвечал отказом, желая играть только за «Триколор». 29 ноября 1970 года игрок был заменён в матче «Сан-Паулу» и «Сантоса» (2:3). После игры он отправился домой, где уже почувствовал сильную боль в груди и руке. Его спасли, а врачи поставили диагноз — инфаркт миокарда. По словам врача игрока, Джузеппе Диогради, причиной приступа стала болезнь футболиста, атеросклероз. Диас 373 дня находился вне футбольного поля, постоянно обследуясь в институте кардиологии имени Данте Падзанезе. Клуб постоянно поддерживал игрока, который лишь 7 декабря 1971 года появился на поле в матче с «Америкой» (1:1). Игрок выступал за команду ещё два года, уйдя после конфликта с главным тренером команды, Теле Сантаной. Последнюю встречу он провёл 29 июля 1973 года с «Сантосом» (0:0). Всего за «Сан-Паулу» Диас провёл 523 игры (242 победы, 143 ничьи и 138 поражений) и забил 76 голов.
В 1960 году, в год своего дебюта в профессиональном футболе, Диас поехал со сборной Бразилией на Олимпийские игры, где он сформировал центр полузащиты с Жерсоном. На турнире он провёл все 3 игры и забил 2 гола, оба со сборной Китайской республики. 26 апреля 1963 года он дебютировал в составе первой сборной в матче с «Расингом». А через два дня сыграл за национальную команду в матче с Францией. 30 мая 1964 года игрок забил свой первый и единственный мяч за национальную команду, поразив ворота Англии. В 1966 году Диас был одним из 47 кандидатов на поездку на чемпионат мира. Однако главный тренер команды Висенте Феола предпочёл ему Зито, который приехал на турнир с тра
вмой и, в результате, на поле не выходил. Более того, в национальную команду Зито тоже больше не вызывался. В 1967 году Роберто выиграл со сборной Кубок Рио-Бранко, где провёл все три матча. 17 декабря 1968 года Диас провёл последний матч за национальную команду против Югославии (3:3). В 1970 году он также был кандидатом на поездку на мировое первенство, но даже эту небольшую возможность (он два года не играл за сборную Бразилии) игрок уступил: он получил сотрясение мозга в одном из матчей за клуб.
После «Сан-Паулу» Диас не завершил игровую карьеру. Он играл за клуб СЭУБ, в котором дебютировал 6 октября в матче с «Интернасьоналом» (0:1), а 29 октября сыграл последний матч за команду: поражение от «Форталезы» со счётом 1:2. Всего за этот клуб он провёл 4 игры, и во всех них СЭУБ терпел поражения. Затем Роберто переехал в Мексику, где выступал за команду «Халиско», где его тренировал Мауро Рамос. После этого играл за клубы «Дон Боско» и «Насьонал», в котором завершил карьеру в 1978 году из-за перенесённого инсульта. В 1979 году Роберто развёлся со своей супругой Розитой. Из-за этого он стал очень сильно пить, результатом чего стал второй сердечный приступ. С 1989 года, благодаря содействию своего друга Габриэла Рибейру Ногейры, и до конца своей жизни Диас работал в детской футбольной школе. В возрасте 64 лет он пережил остановку сердца. Он два дня провёл в реанимации больницы дас Клиникас и умер в 7:30 26 сентября 2007 года.

## Международная статистика
| Матчи Роберто Диаса за сборную Бразилии | Матчи Роберто Диаса за сборную Бразилии | Матчи Роберто Диаса за сборную Бразилии | Матчи Роберто Диаса за сборную Бразилии | Матчи Роберто Диаса за сборную Бразилии | Матчи Роберто Диаса за сборную Бразилии | Матчи Роберто Диаса за сборную Бразилии |
| --------------------------------------- | --------------------------------------- | --------------------------------------- | --------------------------------------- | --------------------------------------- | --------------------------------------- | --------------------------------------- |
| №                                       | Дата                                    | Место проведения                        | Оппонент                                | Счёт                                    | Голы                                    | Турнир                                  |
| 1                                       | 26 апреля 1963                          | Париж                                   | Расинг (Париж)                          | 0:2                                     | -                                       | Товарищеский матч                       |
| 2                                       | 28 апреля 1963                          | Париж                                   | Франция                                 | 3:2                                     | -                                       | Товарищеский матч                       |
| 3                                       | 2 мая 1963                              | Амстердам                               | Нидерланды                              | 0:1                                     | -                                       | Товарищеский матч                       |
| 4                                       | 5 мая 1963                              | Гамбург                                 | ФРГ                                     | 2:1                                     | -                                       | Товарищеский матч                       |
| 5                                       | 8 мая 1963                              | Лондон                                  | Англия                                  | 1:1                                     | -                                       | Товарищеский матч                       |
| 6                                       | 12 мая 1963                             | Милан                                   | Италия                                  | 0:3                                     | -                                       | Товарищеский матч                       |
| 7                                       | 17 мая 1963                             | Каир                                    | Египет                                  | 1:0                                     | -                                       | Товарищеский матч                       |
| 8                                       | 19 мая 1963                             | Тель-Авив                               | Израиль                                 | 5:0                                     | -                                       | Товарищеский матч                       |
| 9                                       | 22 мая 1963                             | Берлин                                  | Сборная Берлина                         | 3:0                                     | -                                       | Товарищеский матч                       |
| 10                                      | 30 мая 1964                             | Рио-де-Жанейро                          | Англия                                  | 5:1                                     | 1                                       | Кубок наций                             |
| 11                                      | 3 июня 1964                             | Сан-Паулу                               | Аргентина                               | 0:3                                     | —                                       | Кубок наций                             |
| 12                                      | 4 июля 1965                             | Москва                                  | СССР                                    | 3:0                                     | -                                       | Товарищеский матч                       |
| 13                                      | 21 ноября 1965                          | Рио-де-Жанейро                          | СССР                                    | 2:2                                     | -                                       | Товарищеский матч                       |
| 14                                      | 1 мая 1966                              | Рио-де-Жанейро                          | Сб. штата Риу-Гранди-ду-Сул             | 2:0                                     | -                                       | Товарищеский матч                       |
| 15                                      | 15 мая 1966                             | Сан-Паулу                               | Чили                                    | 1:1                                     | -                                       | Товарищеский матч                       |
| 16                                      | 18 мая 1966                             | Белу-Оризонти                           | Уэльс                                   | 1:0                                     | -                                       | Товарищеский матч                       |
| 17                                      | 5 июня 1966                             | Белу-Оризонти                           | Польша                                  | 4:1                                     | -                                       | Товарищеский матч                       |
| 18                                      | 8 июня 1966                             | Рио-де-Жанейро                          | Перу                                    | 3:1                                     | -                                       | Товарищеский матч                       |
| 19                                      | 25 июня 1967                            | Монтевидео                              | Уругвай                                 | 0:0                                     | -                                       | Кубок Рио-Бранко                        |
| 20                                      | 28 июня 1967                            | Монтевидео                              | Уругвай                                 | 2:2                                     | -                                       | Кубок Рио-Бранко                        |
| 21                                      | 1 июля 1967                             | Монтевидео                              | Уругвай                                 | 1:1                                     | -                                       | Кубок Рио-Бранко                        |
| 22                                      | 31 октября 1968                         | Рио-де-Жанейро                          | Мексика                                 | 1:2                                     | -                                       | Товарищеский матч                       |
| 23                                      | 3 ноября 1968                           | Белу-Оризонти                           | Мексика                                 | 2:1                                     | -                                       | Товарищеский матч                       |
| 24                                      | 6 ноября 1968                           | Рио-де-Жанейро                          | Мир                                     | 2:1                                     | -                                       | Товарищеский матч                       |
| 25                                      | 13 ноября 1968                          | Куритиба                                | Коритиба                                | 2:1                                     | -                                       | Товарищеский матч                       |
| 26                                      | 14 декабря 1968                         | Рио-де-Жанейро                          | ФРГ                                     | 2:2                                     | -                                       | Товарищеский матч                       |
| 27                                      | 17 декабря 1968                         | Рио-де-Жанейро                          | Югославия                               | 3:3                                     | -                                       | Товарищеский матч                       |

23 игр в официальных встречах и 1 гол, 4 игры — в неофициальных

## Достижения

### Командные
- Обладатель Кубка Рио-Бранко: 1967
- Чемпион штата Сан-Паулу: 1970, 1971

### Личные
- Спортсмен года в Бразилии: 1967[4]

## Личная жизнь
Диас был женат на девушке Розите, но союз в 1979 году был расторгнут после 12 лет брака. В 1971 году, когда он ещё восстанавливался от сердечного приступа, Роберто пережил два удара, сначала скончалась его мать, а затем трёхмесячный сын футболиста — Рожериу. Более того, в 1974 году он потерял второго своего ребёнка, дочь Фернанду. Помимо этих детей, у Диаса были ещё две дочери — Роберта и Саманта, а также два внука, Родригу и Матеус. В 1986 году Роберто вновь сошёлся с Розитой.